# Château de Victot
Le château de Victot est une demeure qui se dresse sur le territoire de la commune française de Victot-Pontfol dans le département du Calvados, en région Normandie. Le château est totalement protégé aux monuments historiques.

## Localisation
Le château est situé à 200 m au nord-est de l'église de Victot, sur le territoire de la commune de Victot-Pontfol, dans le département français du Calvados.

## Historique
Dès le Moyen Âge, la famille de Victot possédait en ce lieu une forteresse. On trouve le nom d'Hugues de Victot dans plusieurs donations faites au prieuré de Saint-Hymer en 1160. Au début du XVe siècle, les terres de Victot sont la possession de la famille Boutin.
Le château est bâti en 1574 par Philippe Boutin et son épouse Geneviève de Croismare, avec l'aide de la fortune du père de Geneviève, Robert de Croismare, conseiller au Parlement de Rouen,.
Au début du XVIIIe siècle, le château passe à la famille Sainte-Marie d'Aigneaux, puis au Le Normand du Val. Au XVIIIe siècle, il appartient à François Claude Le Normand, seigneur de Victot, conseiller-secrétaire du Roi, qui y meurt le 4 août 1773, puis à sa famille.
En 1798, il est acheté par Pierre Aumont, d'une famille d'éleveur de chevaux depuis le XVIIe siècle, et qui, sous le Premier empire, sera le fournisseur général de chevaux des armées napoléoniennes. C'est son fils, Pierre-Alexandre Aumont, qui est à l'origine des vastes écuries. Vers 1900, Alexandre Aumont dirige le haras.

## Description
Victot est un bon exemple de château de la seconde Renaissance.

## Protection
Au titre des monuments historiques :
- le château, à l'exclusion des parties classées, est inscrit par arrêté du 9 février 1927 ;
- les façades et les toitures du château ; les douves qui l'entourent avec le miroir d'eau qui les alimente et le sol de la cour intérieure sont classés par arrêté du 27 juillet 1953 ;
- les bâtiments du haras en totalité ; la chapelle en totalité et le système hydraulique des douves sont inscrits par arrêté du 28 novembre 2003.

### Site naturel
Les abords du château constituent un site classé depuis le 19 mars 1943.